# Bitva u Lovosic
Bitva u Lovosic byla první bitva sedmileté války. Proběhla 1. října 1756 nedaleko na západ od Lovosic. Pruský král Fridrich II. Veliký zaútočil s přibližně třicetitisícovým vojskem ze svahu nad Lovosicemi na obranné postavení rakouské armády s 33 000 vojáky. Jednodenní bitva se Fridrichovi již krátce po poledni zdála prohraná a přenechal proto velení svému generálovi. Bitvu nakonec přece jen vyhrál, i když z dobytých Lovosic již dále nemohl pokračovat a rakouskou armádu také nezničil. A tak i rakouský generál Maximilian Ulysses Browne mohl považovat bitvu za úspěšnou.

## Pozadí bitvy
Fridrich II. Veliký navzdory radám svého britského spojence věřil, že je třeba zaútočit na Rakousko preventivně jako první. Proto poté, co 21. července 1756 dokončil plány na invazi do Saska, 29. srpna vtrhl se 62 000 vojáky do Saska, rakouského spojence. Saská ani rakouská armáda nebyla připravena na válku. Část Fridrichova vojska 11. září izolovala saskou armádu v Pirně a ostatní, asi 30 000 vojáků pokračovalo pod vedením polního maršála Keitha směrem do Čech, kde hodlal obsadit obrannou linii na řece Ohři, což by umožnilo přezimování jeho armády v severních Čechách a na jaře zahájení tažení s cílem ve Vídni.
Rakouská armáda nebyla zmobilizována a jen několik jednotek bylo připraveno bojovat. Rozkaz k mobilizaci byl vydán už 16. července, ale ani na konci srpna nebyla armáda připravena. Dělostřelectvo stále nebylo schopno opustit kasárna a regimenty stále nedostaly potřebné zbraně. Postupně se rakouské vojsko seskupilo u Kolína, kde se k nim 26. srpna přidal polní maršál von Browne, dobrý maršál irského původu.
Keith snadno porazil předsunutou rakouskou hlídku u Nakléřova a 13. září se utábořil v Ústí nad Labem.
Rakouský generál von Browne se v tuto chvíli rozhodl nebránit průchody Českým středohořím, vyrazil 14. září z Kolína, aby 20. září shromáždil své vojsko v Budyni. Nechtěl ale nechat Sasy kapitulovat a tak nařídil saskému veliteli hraběti Rutowskému, aby se připravil na evakuaci přes Labe po pontonovém mostě postaveném pod ochranou zbraní pevnosti Königstein. Von Browne 25. září vyslal hraběte Lacyho, aby se dostal přes Litoměřice do Žandova a vyčkal tam posily. Sám se posunul s armádou k Lovosicům, kam dorazil 30. září. Chtěl svést s Prusy menší bitvu, která by mu poskytla čas na evakuaci Sasů, ale když se dověděl o postupu hlavní pruské armády, zavolal Lacyho spolu s částí jeho mužů zpět.
Fridrich, nespokojený s Keithovou nečinností, přijel 28. září do Ústí nad Labem a okamžitě se vojsko pohnulo směrem k Velemínu, kam dorazilo o dva dny později. Obsadil výhodnou pozici v údolí mezi kopci Lovoš a Ovčín. V plánu měl zničení rakouské armády a zajištění si obranné pozice pro přezimování v severních Čechách.

## Bitevní pole

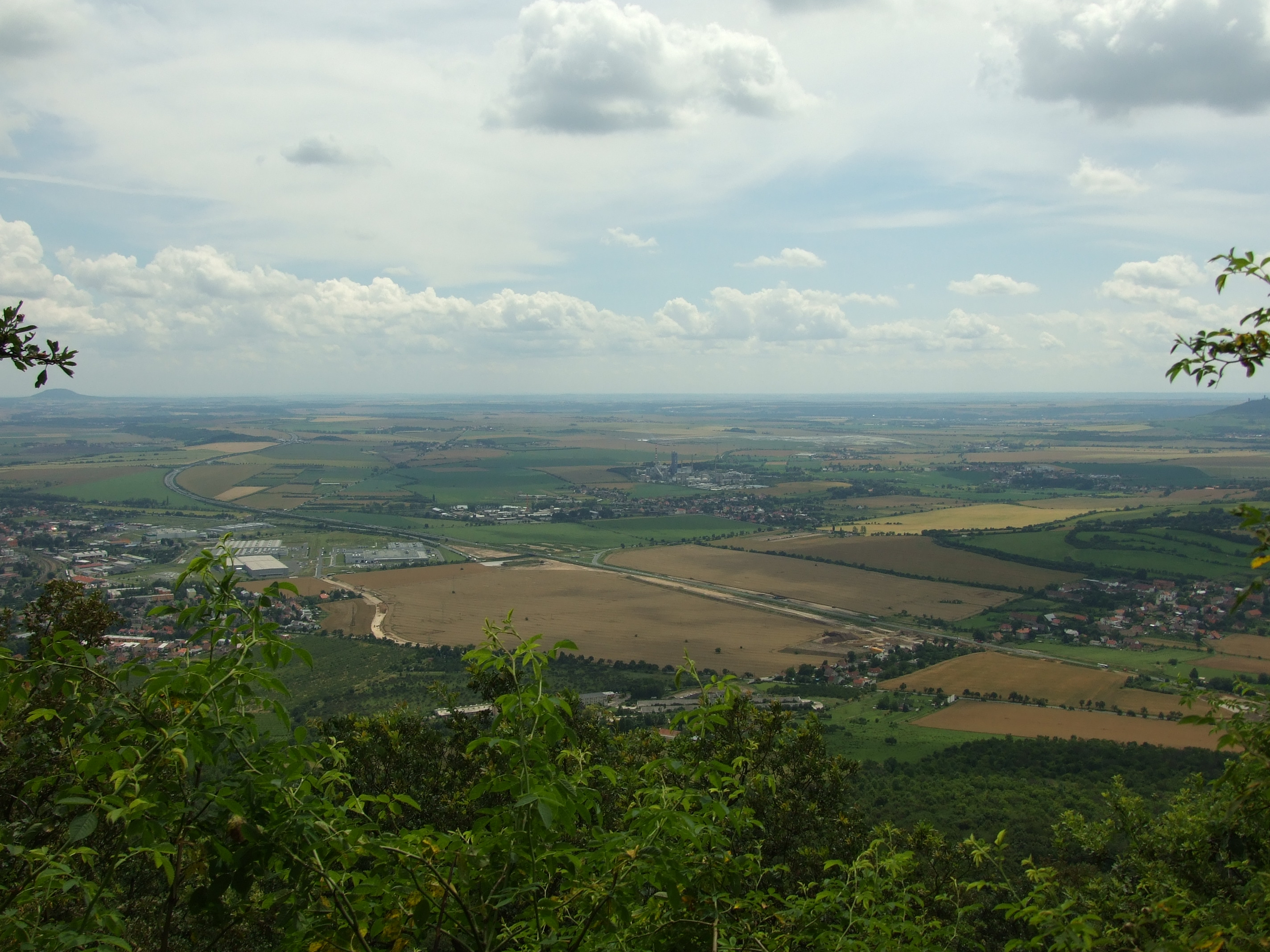
Současný pohled na bitevní pole z Lovoše. Potok Modla teče pod kopci zprava doleva a křižuje dnešní dálnici D8. Návrší Homolka je zcela vpravo.

Bitevní pole zvolil von Browne, který jej pokládal za vhodné místo k zadržení pruské armády. Ani Fridrich ale nepovažoval místo za špatné, útočil víceméně svrchu a ze svého stanoviště na návrší Homolky by měl dokonalý přehled nad bojištěm. Kdyby ovšem podzimní ráno nepřineslo velmi hustou mlhu, kdy nebylo vidět na více než sto metrů.
Bitva se tedy odehrála zhruba v prostoru mezi vesnicemi Vchynice, Lhotka nad Labem, Čížkovice, Prosmyky, Sulejovice a městem Lovosice. Bitevnímu poli dominoval na severní straně Lovoš a Labe s městem Lovosice a na severovýchodní Ovčín s návrším Homolka na jeho východním úbočí. Důležitým terénním prvkem byl potok Modla tekoucím od Čížkovic do Sulejovic a dále na východ, aby se v Lukavci otočil zpět na západ k Lovosicům. Břehy potoka byly bažinaté a mezi Sulejovicemi a Čížkovicemi bylo několik nepřekročitelných rybníků. Překročení potoka by tedy vedlo k rozbití formací. Od místa stáčení potoka k východu vedl úvoz na sever do Lovosic, který prodlužoval obrannou linii až k Labi.
Fridrich rozbil svůj velitelský stan ve Vchynicích a hodlal zaútočit po cestě z Vchynic do Lovosic. Kvůli špatnému průzkumu nevěděl, kde rakouská armáda přesně stojí. Tato armáda byla rozdělena do tří skupin, kterým veleli von Kleist, pruský princ August Vilém a von Gessler.
Von Browne zaujmul s více než 30 000 muži obranné postavení na břehu potoka Modla od Čížkovic k Sulejovicím a dále k Lovosicům až k Labi u Prosmyk. Na východní úbočí Lovoše vyslal 2 000 Chorvatů. Předsunuté jednotky majorgenerála Hadika postavil v pásu od vesnice Lhotka nad Labem až k Čížkovicím. Levé jezdecké křídlo majorgenerála Löwensteina se opíralo o těžký terén okolo rybníků mezi Sulejovicemi a Čížkovicemi. Uprostřed podél úvozu do Lovosic stála jezdectva majorgenerála Lobkovice a poručíkgenerála Julia Caesara Radicatiho. Pravé křídlo tvořila především pěchota generála Kollowrata. Dělostřelectvo stálo napravo od středu. V samotných Lovosicích byla jen malá vojenská posádka.

## Průběh bitvy

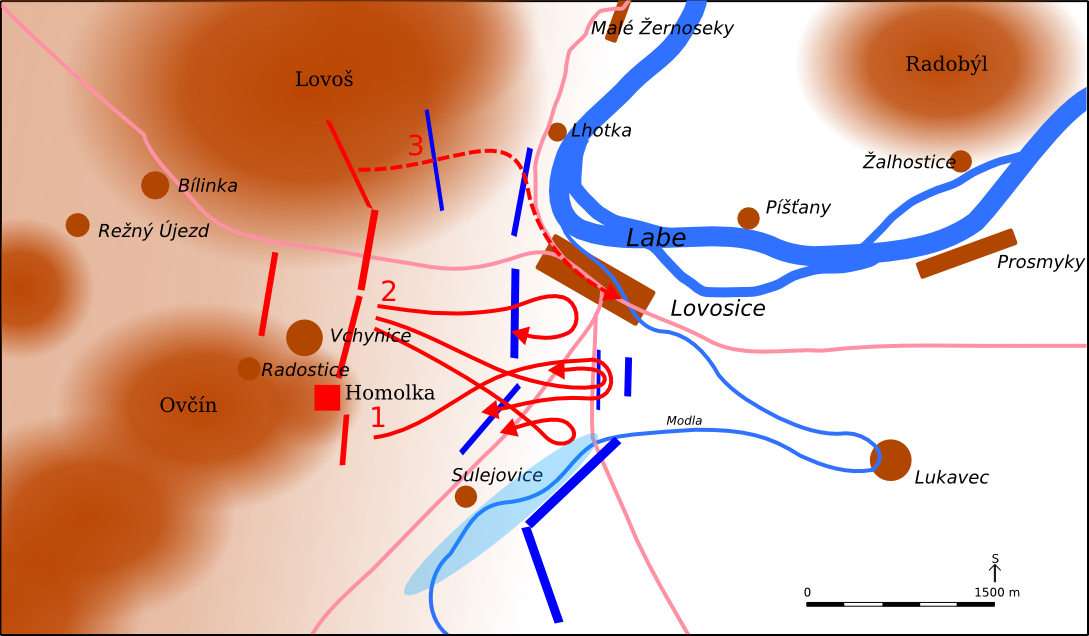
Mapka bitvy u Lovosic. Červení jsou Prusové, modří Rakušané.

První přestřelka se odehrála již asi ve 2 hodiny v noci na svahu Lovoše. Ráno bitva začala ve velmi husté mlze. Fridrich nevěděl ani o síle chorvatských jednotek ve vinicích na úbočí Lovoše, ani kde jsou hlavní síly rakouské armády. Věděl o pohybu jezdectva nedaleko Lovosic. Myslel si, že to, co vidí, je zadní voj rakouské armády. Obával se, že Browne mašíruje po druhém břehu Labe do Pirny. Nařídil proto okamžitý útok.
Asi v půl osmé ráno Prusové vyrazili mezi Lovošem a Homolkou. Pěchota na pravém křídle za podpory dělostřelectva obsadila ve dvou sledech Homolku. Dvě linie pěchoty na levém křídle se pustili do pronásledování Chorvatů ukrytých ve vinicích na svazích Lovoše. Jezdectvo postupovalo na pláni ve středu bitvy.
Pruská děla začala střílet na rakouské jezdectvo ve středu. Rakouské dělostřelectvo začalo také pálit na postupující pruský střed. Hned v této úvodní fázi boje byli zabiti generálové Kleist a Quadt na pruské a Radicati na rakouské straně. Po něm převzal velení generálmajor O'Donnell.
Browne se posunul napravo a levé křídlo přenechal Kolowratovi. Mezitím se král Fridrich přesunul na Homolku. Tři pruské regimenty na levém křídle poručíkgenerála von Beverna pomalu postupovaly po svahu Lovoše. Na rakouské straně Lacy ze zálohy posílil pravé křídlo.
V neustálé mlze Fridrich rozkázal generálporučíkovi Kyauovi ve středu, aby provedl průzkum bojem. Jeho pravý bok byl ale brzo ostřelován Rakušany od Sulejovic. Za podpory dalších jednotek Kyau zatlačil rakouskou jízdu až za úvoz, kde byl ale útok odražen až k úpatí Homolky.
Asi v půl dvanácté se začala mlha zvedat a Fridrich mohl zjistit, kde stojí Rakušané. Vydal rozkaz zastavit další útok posíleného jezdectva, ale to se dostalo až k Modle, kde se dostalo pod palbu rakouského dělostřelectva a muselo se stáhnout. Fridrich jízdu odvolal na Homolku.
Von Bevern dostal posily, ale ani to mu nepomohlo k rychlejšímu postupu. Když Browne zjistil, že na Lovoši pomalu prohrává, poslal z levé strany posily napravo na místo Lacyho, který posílil Chorvaty na Lovoši. Brown se pokusil také proniknout k Sulejovicím, ale zastavila ho silná palba pruských děl z Homolky.
V jednu hodinu odpoledne už Fridrich nevěřil ve vítězství a hodlal z bojiště odjet. Bevernovi nařídil dál postupovat po Lovoši a Keithovi podporu Beverna. Se známým výrokem „Tohle nejsou ti staří Rakušané“ pak přenechal velení Keithovi a odjel směrem na Paškapole. Bevernovi se ale přece jenom podařilo na Lovoši prorazit. Keith okamžitě nechal zaútočit na Lovosice najednou oběma sledy levého křídla a pravé křídlo rozšířil až k Lovoši. Bevern se vydal z vinic k Lovosicím. Browneovy jednotky se zde brzo dostaly do sevření.
Nastal tuhý boj o Lovosice. Pruským vojákům došla munice a museli pokračovat jen s bajonety. Rakouské posily se nemohly v lovosických ulicích zformovat. Bojovalo se o každý dům. Prusové město zapálili a Rakušané ho museli opustit. Celé pravé rakouské křídlo bylo rozbito a většina mužů ustoupila ke Lhotce, někteří se dokonce utopili v Labi.
Browne rychle poslal vpřed čerstvý střed a levé křídlo jezdectva, aby pruskou pěchotu pronásledující Rakušany zastavila. To se povedlo, protože Prusům nemohlo pomoci jejich jezdectvo stažené na Homolku.
Ve tři hodiny odpoledne ustala téměř všude palba. V pět hodin odjel Browne do Budyně. Naopak Fridricha dostihla zpráva o výrazném postupu pěchoty u vsi Bílinka a ten se vrátil, aby mohl druhý den triumfálně obsadit Lovosice, kam na dva týdny přemístil své velitelství.

## Výsledek bitvy

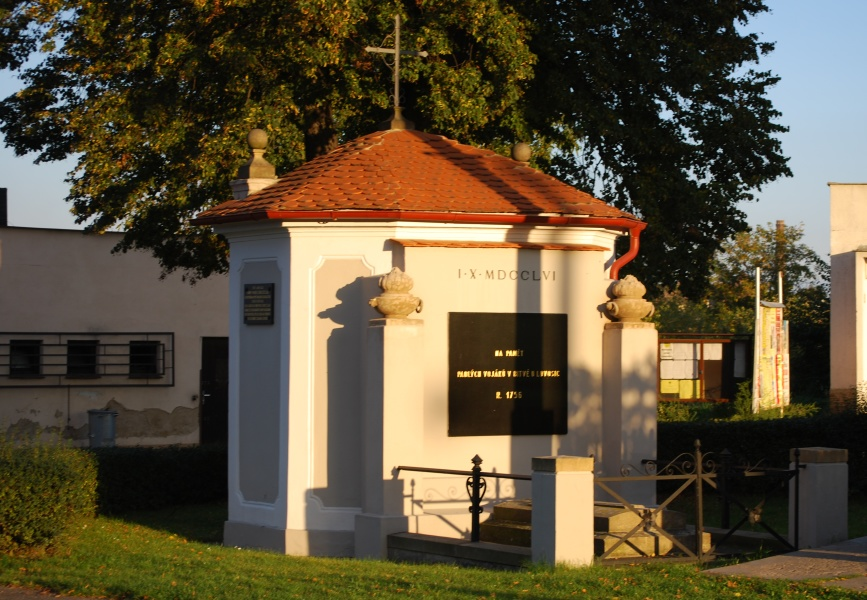
Kaplička v Lovosicích připomínající bitvu

Bitva trvala sedm hodin, přičemž boje v posledních čtyřech hodinách byly velmi prudké. Ztráty na obou stranách byly zhruba stejné, asi 3 000 mužů. Fridrichovy plány na drtivé vítězství tedy splněny nebyly. Obsadil sice Lovosice, ale to nebylo proti plánům von Brownea, který se odebral do zimovišť v okolí Prahy. Fridrich se musel vzdát plánů na přezimování v Čechách a vrátil se do Drážďan. Zachránit saskou posádku v Pirně se Rakušanům nepodařilo. Fridrich tedy bitvu vyhrál, ale zdaleka nedosáhl svých cílů. Naopak Browne sice Sasům pomoci nedokázal, ale zastavil Fridrichův postup a dopřál Rakousku několik dalších měsíců na přípravu další obrany.

## Místní dopad bitvy
Podle některých zpráv bitvu sledovalo ze Sulejovické obory a nedalekého Radobýlu mnoho diváků. Lovosice byly velmi poničeny, shořelo asi 30 domů, 13 stodol a panský ovčín. Celková škoda činila asi 100 000 zlatých. Útrap se samozřejmě dočkaly i okolní obce.
Zabitý generál Radicati byl pohřben v katedrále svatého Štěpána v Litoměřicích. Vdova po něm na jeho památku nechala postavit nedaleko Lovosic kapličku. Tu dnes zdobí český nápis od lovosického kamenosochaře A. Hnidy: „Tato kaplička Panny Marie Einsiedelnské byla postavena na paměť rakouského generála Radicattiho, který v bitvě padl. Bitva u Lovosic byla první bitvou sedmileté války. Bojovalo zde 33 000 Rakušanů pod velením polního maršála Browna proti 28 000 Prusů, jimž velel pruský král Fridrich II. Padlo a bylo raněno 2273 Rakušanů a 2606 Prusů.“ Před kapličkou stojí stará lípa a za ní je hromadný hrob padlých vojáků, jejichž ostatky byly v okolí během let nacházeny. Zatím poslední byl nalezen v červenci roku 2005 při stavbě bazénu na jedné lovosické zahradě. Kaplička byla v roce 1991 na náklady města opravena. Opravený oltář a Madona byly uloženy do kostela sv. Václava v Lovosicích.